# Peripontocypris magnafurcata
Peripontocypris magnafurcata is een mosselkreeftjessoort uit de familie van de Pontocyprididae. De wetenschappelijke naam van de soort is voor het eerst geldig gepubliceerd in 1997 door Wouters.